# Prace Geograficzne
Prace Geograficzne – czasopismo naukowe wydawane przez Instytut Geografii i Gospodarki Przestrzennej UJ. Należy, obok Czasopisma Geograficznego i Przeglądu Geograficznego do grupy najstarszych polskich czasopism geograficznych. W Pracach Geograficznych publikowane są artykuły oraz recenzje obejmujące zagadnienia z zakresu geografii fizycznej, geografii społeczno-ekonomicznej oraz nauk pokrewnych.
Redakcja: Janusz Siwek (redaktor naczelny), Aneta Pawłowska-Legwand (sekretarz redakcji), Robert Twardosz i Mirosław Mika (redaktorzy tematyczni).